# Edme-Alphonse Legoux
Pour les articles homonymes, voir Legoux.
 (juillet 2022).
Si vous disposez d'ouvrages ou d'articles de référence ou si vous connaissez des sites web de qualité traitant du thème abordé ici, merci de compléter l'article en donnant les références utiles à sa vérifiabilité et en les liant à la section « Notes et références ».
Edme-Alphonse Legoux (1841-1909) est un professeur de mathématiques et de mécanique français, ayant enseigné à la faculté des sciences de Toulouse. 

## Biographie
Edme-Alphonse Legoux est né le 28 octobre 1841 à Tonnerre, dans l'Yonne. Il fut aspirant répétiteur au lycée de Douai en décembre 1861. Puis en 1863, élève à l'école Normale Supérieure où il obtint l'agrégation de mathématiques en 1866. Une étape au lycée de Tournon en 1866 précéda en 1869 un plus long séjour au lycée de Pau. Il soutint un doctorat de mathématiques à la faculté des sciences de Paris, le 13 juin 1878 intitulée « Étude analytique et géométrique d'une famille de courbes représentées par une équation différentielle du premier ordre ». Il est chargé de cours à la faculté des sciences de Grenoble (1878-1882), où il devint professeur de mécanique rationnelle et appliquée et enfin à Toulouse (1882-1909), où il fut nommé professeur de mécanique.
À la fin du décanat de Benjamin Baillaud, il est élu doyen de la faculté des sciences de Toulouse (1888) et participe aux discussions sur la construction de la nouvelle faculté aux allées Saint Michel (aujourd'hui Jules Guesde) à Toulouse. De santé fragile, il doit démissionner et est remplacé par son prédécesseur Benjamin Baillaud (1890). Il entretenait avec Baillaud des relations tumultueuses.
Eugène Cosserat note dans sa courte biographie « Son enseignement clair simple, vivant, était très apprécié ; les nombreux élèves qui ont suivi ses leçons gardent le souvenir de sa constante bienveillance, de son dévouement, qui ne leur ont jamais fait défaut. »
Il meurt le 5 janvier 1909. Il était le beau père de Charles Lécrivain. 
Son épouse Françoise Camille Montgrand est décédée en novembre 1900 et sa fille Anne Lucie Suzane (épouse Lécrivain) fin mars 1902. Il avait deux autres enfants Frédéric Emile Célestin (juge) et Marie Françoise Charlotte Marguerite.